# Tensão de cisalhamento

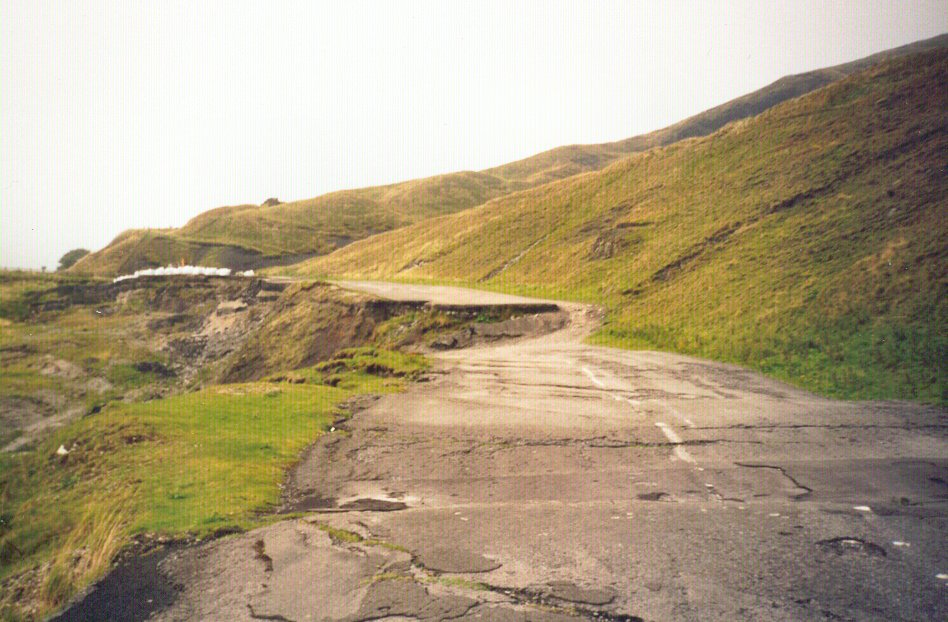
Uma estrada destruída pelo efeito da tensão cisalhante

Tensão de cisalhamento, tensão tangencial, ou ainda tensão de corte ou tensão cortante é um tipo de tensão gerado por forças aplicadas em sentidos iguais ou opostos, em direções semelhantes, mas com intensidades diferentes no material analisado. Um exemplo disso é a aplicação de forças paralelas mas em sentidos opostos, ou a típica tensão que gera o corte em tesouras.
Um fluido é uma substância que se deforma continuamente quando submetida a uma tensão de corte, não importando o quão pequena possa ser essa tensão.
Uma força de corte é a componente tangencial da força que age sobre a superfície e, dividida pela área da superfície, dá origem à tensão de corte média sobre a área quando a área tende a um ponto.
Obtém-se deformação na actuação de uma força tangencial a uma superfície.
Exemplo: Duas placas tectônicas, uma para cima ou para baixo e a outra imóvel, ambas paralelas. Mas este exemplo não é utilizado em Tensão de corte; é apenas um exemplo para melhor entendimento, e isso também não ocorre na natureza (As placas movimentam-se sempre em outra direcção, adicionalmente e raramente estão paralelas).
Este tipo de tensão é chamada também de tensão cisalhante, conforme costume do corpo técnico brasileiro atual. Em diversos livros de ensino superior de engenharia este tipo de tensão tem destaque especial na determinação e dimensionamento de estruturas isostáticas e isóbaras, às vezes isócronas. O círculo de Mohr, assim designado em honra de  Christian Otto Mohr, um engenheiro civil que dedicou sua vida ao estudo de tensões cisalhantes em rochas sãs e mais tarde em solos, facilita imensamente a determinação deste tipo de tensões a partir da tensões normais ortogonais ao plano normal.

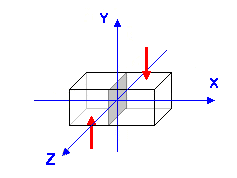
Cisalhamento simples

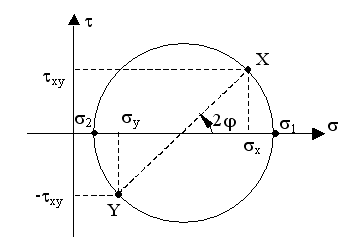
Círculo de Mohr

Em mecânica dos solos, as tensões cisalhantes são as responsáveis pelas rupturas em encostas, vales, depressões, senos, barragens e outras solicitações geomecânicas do solo sedimentar jovem. Solos argilosos não podem ter este tipo de analise simplificado pois as micro-argilas, isto é, os argilo-minerais possuem uma camada de água que os envolve, de tal modo que as solicitações mecânicas do material são suportadas pela água constituinte.
Em topografia, a correlação de erros numa determinada poligonal é fato crucial. Erros podem ser reduzidos quando a estação total (ou não) é instalada em pontos seguros do terreno, escolhidos de acordo com a tensão cisalhante da rocha sã. Este procedimento é muito empregado em levantamentos rodoviários trans-estaduais, ou seja, de grande extensão territorial e mercadológica.
No contexto histórico, a tensão cisalhante já foi muito contestada, inclusive por décadas foi tida como inexistente. Sua comprovação deve-se a Terzaghi (pai da Mecânica dos solos) que fez inúmeros ensaios com solos na década de 1930, onde correlacionou diversos aspectos solistas com as tensões cisalhantes calculadas teoricamente.